# John Lennon
John Winston Ono Lennon  (geboren als John Winston Lennon), (Liverpool, 9 oktober 1940 – New York (New York), 8 december 1980) was een Britse popmusicus en -componist, vredesactivist en oprichter van de Liverpoolse popgroep The Quarrymen, die na enkele wijzigingen in de bezetting evolueerde tot de wereldwijd succesvolle The Beatles. Samen met Paul McCartney, George Harrison en Ringo Starr had Lennon met deze band niet alleen groot commercieel succes, maar ook een belangrijke en richtinggevende rol in de popmuziek.
Nog voor het einde van The Beatles richtte Lennon samen met zijn tweede vrouw Yoko Ono de Plastic Ono Band op. Hij was toen al een van de belangrijkste gezichten van de hippiebeweging. Behalve door zijn muzikale bijdragen werd Lennon ook bekend door zijn politieke en levensbeschouwelijke stellingname als vredesactivist en vrijdenker, in zijn muziek, zowel als lid van The Beatles, met de Plastic Ono Band, als solo-artiest: met name met de nummers Give Peace a Chance, Power to the People, Happy Xmas (War is over) en Imagine.

## Levensloop

### Geboorte en afkomst
Lennon werd op 9 oktober 1940 als John Winston Lennon geboren in een kraaminrichting aan Oxford Street te Liverpool als enig kind van de steward Alfred Lennon en Julia Stanley. De familienaam van Lennon komt van Ó Leannáin of Ó Lionnáin, een veel voorkomende naam in de Ierse graafschappen Fermanagh en Galway. Lennons in Dublin geboren Ierse grootvader Jack Lennon had een groot deel van zijn leven in de Verenigde Staten gewoond en had zich teruggetrokken en was naar Liverpool verhuisd, waar Fred geboren werd. Toen Fred negen was, in 1921, overleed zijn vader, waardoor hij tot zijn vijftiende in een weeshuis opgroeide. Lennons moeder Julia kwam volgens een van haar vier zusters, Mimi, uit een individualistische familie met een moeder die haar afkeer van conventies op haar kinderen overdroeg. De familie behoorde tot de kleinere middenstand en voelde zich verheven boven Fred Lennon, met wie Julia desondanks in december 1938 trouwde.
Fred was vaak maanden op zee en was na een kort verblijf aan wal ook op zee toen Julia in de zomer van 1940 zwanger bleek te zijn. Fred bleef geld zenden voor haar onderhoud, maar toen Lennon anderhalf was stopte de toelage: Fred had het schip verlaten en was spoorloos verdwenen. Hiermee was het huwelijk voorbij, hoewel de scheiding pas een jaar later werd uitgesproken. Na 1942 verdween Fred uit haar leven en de vier zusters van Julia hielpen met het verzorgen van de baby. Toen Julia enkele jaren later een andere man leerde kennen, namen zijn kinderloze tante Mimi en haar man George Smith Lennon op in hun boerderij in de voorstad Woolton, een plattelandsdorpje vijf kilometer ten noordoosten van Liverpool. Toen Lennon vier was, moet zijn vader hem bij Mimi hebben opgehaald en mee hebben genomen naar Blackpool, vanwaar hij en de jongen naar Nieuw-Zeeland zouden gaan. Julia kon dit verhinderen, waarna Lennon zijn vader twintig jaar niet meer zou zien.

### Jeugd
Mimi voedde Lennon op als haar zoon, ze was streng en duldde geen onzin. Zij strafte hem, indien nodig, door hem te negeren, wat hij vreselijk vond. Haar man was geneigd Lennon te verwennen en gaf hem zijn eerste mondharmonica.
Vanaf vierjarige leeftijd doorliep Lennon de Dovedale Primary School, vlak bij Penny Lane, waar hij een voorliefde ontwikkelde voor sport, lezen en schrijven, alsmede tekenen: als zevenjarige schreef hij een soort boeken met tekeningen en spotprenten. Met de hulp van George kon hij binnen vijf maanden al schrijven, al hanteerde hij wel een eigenzinnige spelling. De bovenmeester vond hem erg slim: 'Hij kan alles, als hij zelf maar kan bepalen wat hij doet. Hij wil geen stereotiepe dingen doen.' Vanaf zijn twaalfde bezocht hij de Quarry Bank Grammar School. Gedurende zijn eerste jaar daar overleed zijn oom George onverwacht aan een inwendige bloeding.
Na het eerste jaar werd Lennon onhandelbaarder en gingen zijn schoolprestaties achteruit. Zijn schoolvriend Pete Shotton herinnerde zich dat Lennon eenmaal voor de godsdienstles van kartonnetjes priesterboordjes had gemaakt voor de hele klas. De bewaard gebleven lijst van misdragingen vermeldt onbeleefdheid, spijbelen, niet melden bij de administratie en gokken. Zijn schoolschriften krabbelde hij vol met cartoons, spotprenten van de leraren, gedichten en woordspelletjes.
Op 15 juli 1958 werd Lennons moeder Julia bij het oversteken van Menlove Avenue doodgereden door een politieman die op dat moment geen dienst had.

### The Beatles
Lennon is een markant figuur in de popmuziek gebleken. Toen The Beatles in het midden van de jaren zestig besloten zich meer uit te spreken over maatschappelijke vraagstukken en de gebeurtenissen in de wereld (bijvoorbeeld de Vietnamoorlog), tegen de wens van manager Brian Epstein in, ontwikkelde Lennon zich tot een spreekbuis van een generatie.

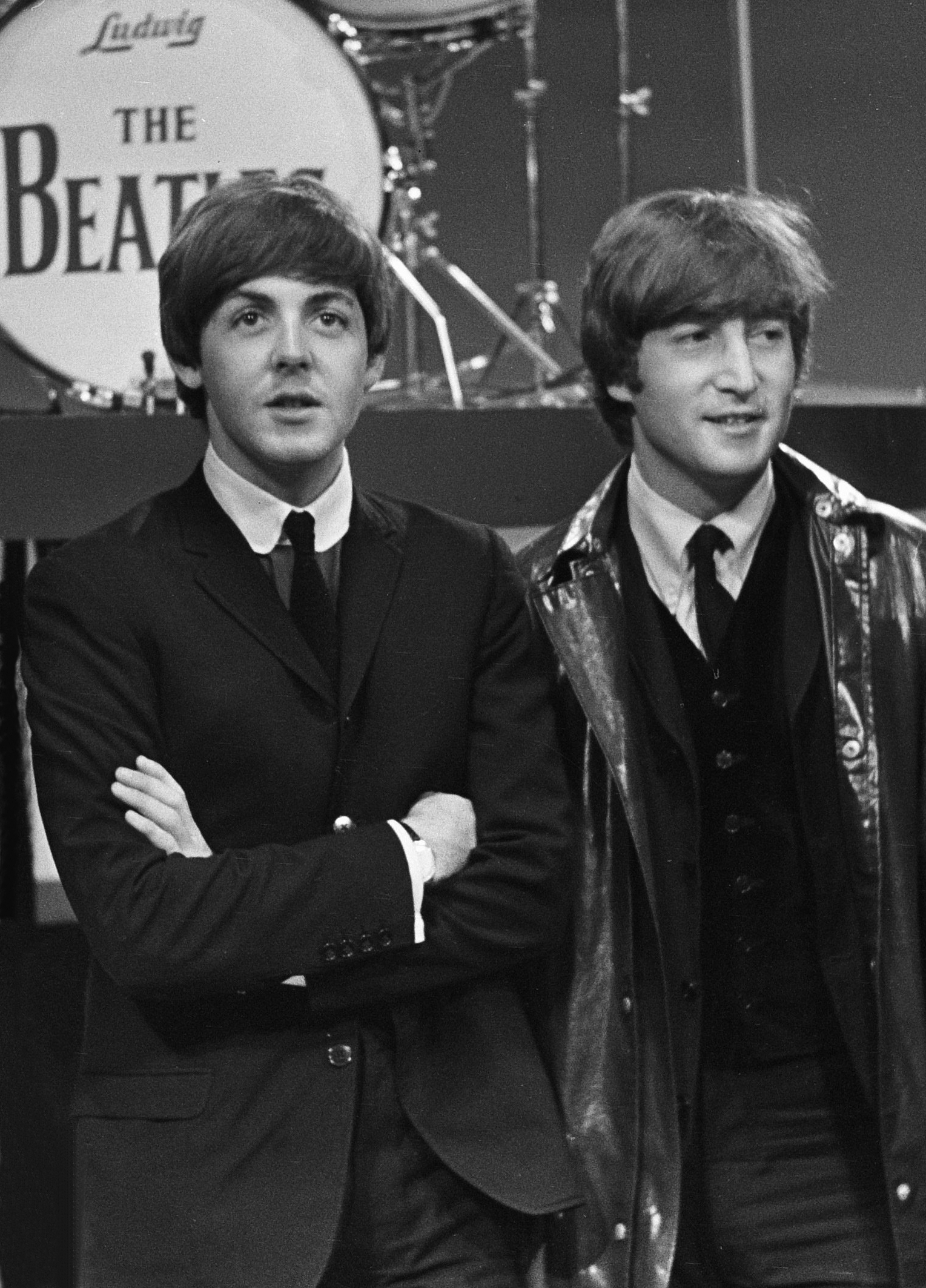
Paul McCartney en John Lennon in 1964

John Lennon veroorzaakte een internationale rel en een boycot van The Beatles door een interview met de Evening Standard. “The Beatles zijn populairder dan Jezus Christus”, beweerde hij, wat hem niet alleen kwam te staan op een platenboycot in de VS, maar ook op een etherboycot door de NCRV. In november 2008 werd hem deze bewering officieel vergeven door het Vaticaan.
Lennon kwam meer en meer onder invloed van de avant-garde-kunstenares Yoko Ono. Hij verliet zijn toenmalige vrouw Cynthia Powell en trouwde in maart 1969 met Ono. 
Onder invloed van Ono werd Lennon radicaler. Toen hij aan Paul zijn nieuwe liedjes voor The White Album liet horen, vond McCartney die “rauw, weinig melodieus en opzettelijk uitdagend.” Hij nam bijvoorbeeld in 1968 Revolution met The Beatles op. De harde singleversie (de B-kant van Hey Jude) is al duidelijk uitgesproken, maar in de zachtere elpeeversie op The White Album (die eerder was opgenomen) toonde hij zijn twijfel over de richting waarin hij ging. “We all want to change the world/but when you talk about destruction/don't you know that you can count me out” waarbij in het nummer het laatste woord veranderde in in. In november van dat jaar gaven John en Yoko (ze zagen zich als een eenheid) de elpee Two Virgins uit met een naaktfoto als hoes. De muziek werd steeds obscuurder. The White Album bevat al een ontoegankelijke geluidscollage van Lennons hand (Revolution 9); The Wedding Album (1969) bevat opnames van hun hartslagen met om en om hun voornamen geschreeuwd; Life with the Lions (1969) bevatte opnames van alleen maar stilte.
Toen The Beatles langzaam ophielden te bestaan, ging Lennon alleen verder en sprak hij zich nog meer uit. In maart 1969 bleven John en Yoko bij wijze van huwelijksreis een week lang (van 25 maart tot en met 31 maart) in bed in kamer 702 in het Amsterdamse Hilton Hotel (de Bed-In), zij wilden hiermee wereldvrede promoten en protesteren tegen de oorlog in Vietnam. De beelden haalden voorpagina's van kranten over de hele wereld.

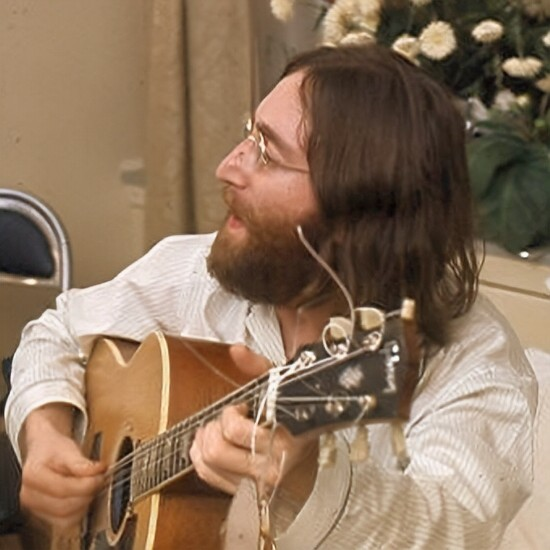
Lennon oefent Give Peace a Chance (1969)

In juli 1969 werd de anti-oorlogsmantra Give Peace a Chance uitgebracht, die opgenomen is tijdens hun tweede Bed-In (volgens sommigen hun derde, na een mislukte Bed-In op de Bahama's) in het Queen Elizabeth Hotel in Montreal (Canada). In oktober bracht John met de Plastic Ono Band de klassieker Cold Turkey uit nadat de overige Beatles lieten weten niet geïnteresseerd te zijn in de song, en in november stuurde hij zijn MBE-medaille (Lid in de Orde van het Britse Rijk) terug uit protest tegen de oorlog in Biafra. In december verscheen Live Peace in Toronto, een in Canada opgenomen live-album met Eric Clapton op gitaar. De muziek, waarvoor de repetities plaatsvonden in het vliegtuig naar Canada, bestaat uit een mix van oude rock-'n-rollcovers en recente nummers van Lennon. In februari 1970 schoor Lennon zijn lange haren af en bracht Instant Karma! uit.

### Solo

#### 1970–1975
Nadat The Beatles in april 1970 definitief uit elkaar waren gegaan, ging Lennon door op de weg die hij al met hen was ingeslagen. In het klassieke album John Lennon/Album Plastic Ono Band, was Lennon op zoek naar zichzelf in plaats van naar John in The Beatles. In die tijd was hij daarvoor in therapie bij de Amerikaanse psycholoog Arthur Janov, die meende dat opgebouwde frustraties konden worden bevrijd door schreeuwen: de 'oerschreeuw'. In Mother schreeuwt Lennon dan ook om het verlies van zijn moeder. In God verklaart hij uiteindelijk “I don't believe in Beatles/I just believe in me/ Yoko and me/And that's reality/The dream is over.”
Later, in 1971, bracht Lennon Imagine uit. Het gelijknamige album bereikte wereldwijd de top van de hitlijsten. Met de dood van Lennon negen jaar later werd dit album opnieuw erg populair.
In 1972 verscheen Lennon in de MDA Telethon gepresenteerd door acteur/komiek Jerry Lewis.
De volgende elpees gingen volgens vele critici in niveau achteruit. Het album Mind Games (1973), dat aan het begin van Lennons  "lost weekend" (een periode waarin hij gescheiden was van Ono en samenleefde met zijn assistente May Pang) was opgenomen, verkocht slechts matig en de titeltrack bereikte met moeite de top 20 in de VS en strandde op plaats 26 in het VK. Het daaropvolgende album Walls and Bridges (1974) leverde hem zijn enige nummer 1-hit op tijdens zijn leven: Whatever Gets You Thru the Night, een duet met Elton John (een goede vriend van Lennon). John Lennon en Elton John zongen het lied live in Madison Square Garden, samen met Lucy in the Sky with Diamonds en I Saw Her Standing There. Dit optreden, tevens het laatste liveoptreden van Lennon, belandde op Eltons live-album Here and There. 
In 1975 bracht Lennon nog Rock and Roll uit, een verzameling rock-'n-roll-nummers. Op dit album werden twee nummers opgenomen van Big Seven Music Corp, als genoegdoening dat Come Together uit 1969 wel erg veel leek op het nummer You Can't Catch me van Chuck Berry.

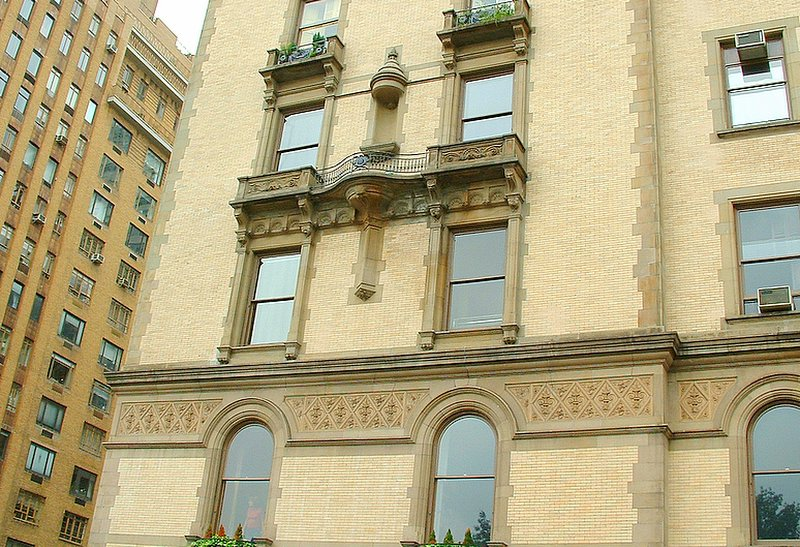
John Lennons appartement in New York

In het begin van de jaren zeventig besloten John en Yoko zich te vestigen in New York en ze vroegen een verblijfsvergunning aan. Ze kwamen in aanvaring met de regering-Nixon die Lennon als een politiek gevaar beschouwde en hem liet schaduwen door de geheime dienst. Een jarenlange juridische strijd volgde. Nadat Nixon in 1974 wegens het Watergateschandaal het veld moest ruimen, werd Lennon in 1976 definitief een Green Card toegekend.

#### 1975–1980
In 1975 schreef Lennon nog, met David Bowie, het nummer Fame. Hierna kwam hij terug bij Ono en trok hij zich terug om zich te richten op de opvoeding van zijn zoon Sean. Hij schreef nog wel wat songs en maakte enkele demo's, maar nam niet actief nieuwe nummers op. Samen met Yoko maakte hij verre reizen en nam hij de tijd om zijn kapitaal verstandig te beleggen. Hij leerde ook zeilen, iets wat hij altijd al had willen doen.
In 1979 kondigde Lennon echter aan weer een plaat te willen maken. Die verscheen in het najaar van 1980. Het album, Double Fantasy, deed aanvankelijk weinig. Critici verwachtten een Lennon zoals ze zich die herinnerden en die hoorden ze niet, ook al omdat Lennon had aangekondigd weer de straat te willen opgaan om te demonstreren. De plaat toont echter een Lennon die zijn wilde haren is kwijtgeraakt, die liedjes zingt over zijn liefde voor Yoko Ono (Dear Yoko, en Woman) en hun zoontje Sean (Beautiful Boy (Darling Boy)). Hij zong over hoe en waarom hij uit de muziekwereld stapte (Watching the Wheels). De titel van het album (Double Fantasy) had John gehaald bij de naam van een bloem die op de Bahama's groeit.

### Laatste interviews

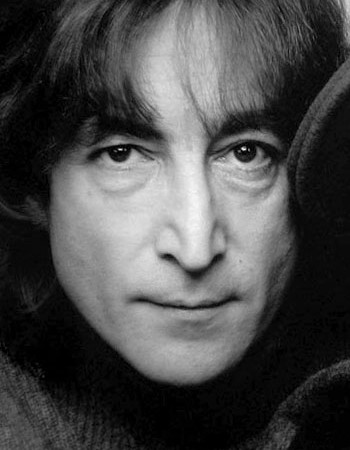
John Lennon op 2 November 1980

Begin december 1980 gaf John Lennon een uitgebreid interview aan het blad Rolling Stone, dat een coverstory had moeten worden. Op vrijdag 5 december 1980 sprak hij meer dan negen uur met redacteur Jonathan Cott in zijn appartement aan de Upper West Side van New York en in de opnamestudio van Record Plant. Drie nachten erna zou Lennon worden vermoord, terwijl hij na een mengsessie thuiskwam. Dit interview was oorspronkelijk gepland als het coververhaal van het eerste nummer van het blad in 1981. Na de moord op Lennon schreef Cott in plaats daarvan een herdenkingsartikel voor Lennon en gebruikte hij uiteindelijk weinig van hun gesprekken. Eind 2019, bijna veertig jaar later, publiceerde het blad alsnog de volledige tekst van wat het laatste grote interview van Lennon zou blijken te zijn geweest, afgenomen toen hij zich voorbereidde op zijn voorgenomen terugkeer in de schijnwerpers na zich vijf jaar te hebben teruggetrokken in zijn privéleven met zijn echtgenote Yoko en hun jonge zoon Sean.
Op 8 december 1980 had hij zijn laatste interview samen met Yoko Ono, na een fotosessie met Annie Leibovitz die opnamen maakte voor de cover van het komende januari-nummer van het blad waarin het interview van Cott was gepland te verschijnen.

### Moordaanslag en overlijden

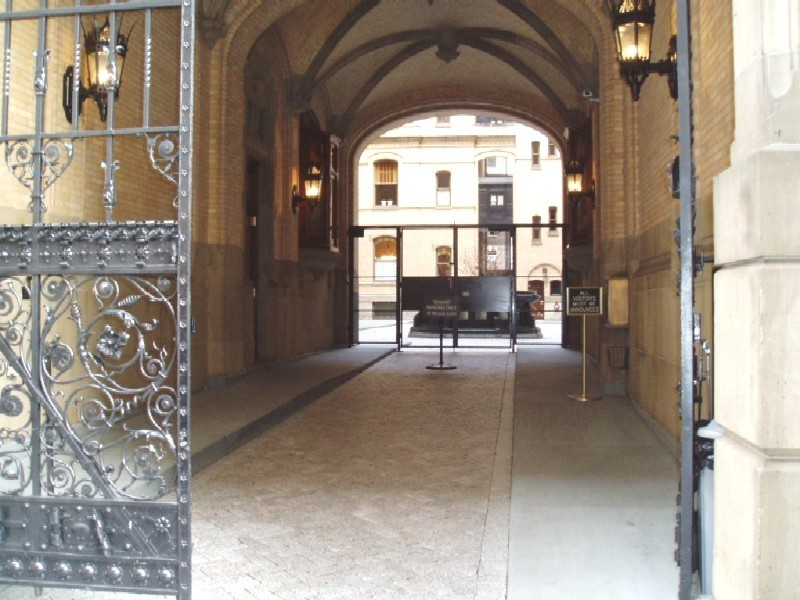
Ingang van het Dakota-gebouw waar Lennon op 8 december 1980 werd vermoord

In de middag van 8 december 1980 maakten de Lennons thuis in het Dakota-gebouw aan 72nd Street een reportage met fotograaf Annie Leibovitz. Dit zouden de laatste foto's worden waarop het paar samen te zien is. Later die dag gingen ze naar studio The Hit Factory om aan opnamen te werken. Bij het verlaten van het appartement signeerde Lennon een exemplaar van Double Fantasy voor Mark David Chapman, terwijl een andere fan een foto nam. Bij terugkeer werd Lennon om 22.50 uur voor zijn huis door Chapman neergeschoten met vier van de vijf kogels (één schot miste en de kogel ging door een ruit van het gebouw) uit een .38 Charter Arms Special-revolver. Twee schoten raakten hem in de rug, waardoor hij omdraaide, de andere twee troffen zijn linkerschouder. Omdat Lennon hevig bloedde, wachtten gearriveerde politieagenten niet op een ambulance, maar ze brachten hem in een politieauto naar het Mt. Sinai West Hospital. Hoewel nog een bloedtransfusie werd geprobeerd, overleed hij enkele minuten na aankomst. Om 23.07 uur werd hij doodverklaard; omstreeks 23.15 uur werd zijn vrouw hiervan in kennis gesteld. John Lennon werd op 10 december gecremeerd in Ferncliff Crematory in Ardsley, New York.
Paul McCartney reageerde aanvankelijk door thuis de telefoon van de haak te leggen en zich zodoende onbereikbaar te houden. Later verklaarde hij: “Ik kan het nu nog niet verwerken. John was een geweldige kerel. Hij zal door de hele wereld worden gemist, maar in de herinnering blijven voortleven wegens zijn kunst, muziek en bijdragen tot de wereldvrede.”

Yoko Ono heeft Lennons as uitgestrooid in Central Park, waar later het Strawberry Fields memorial is aangelegd.

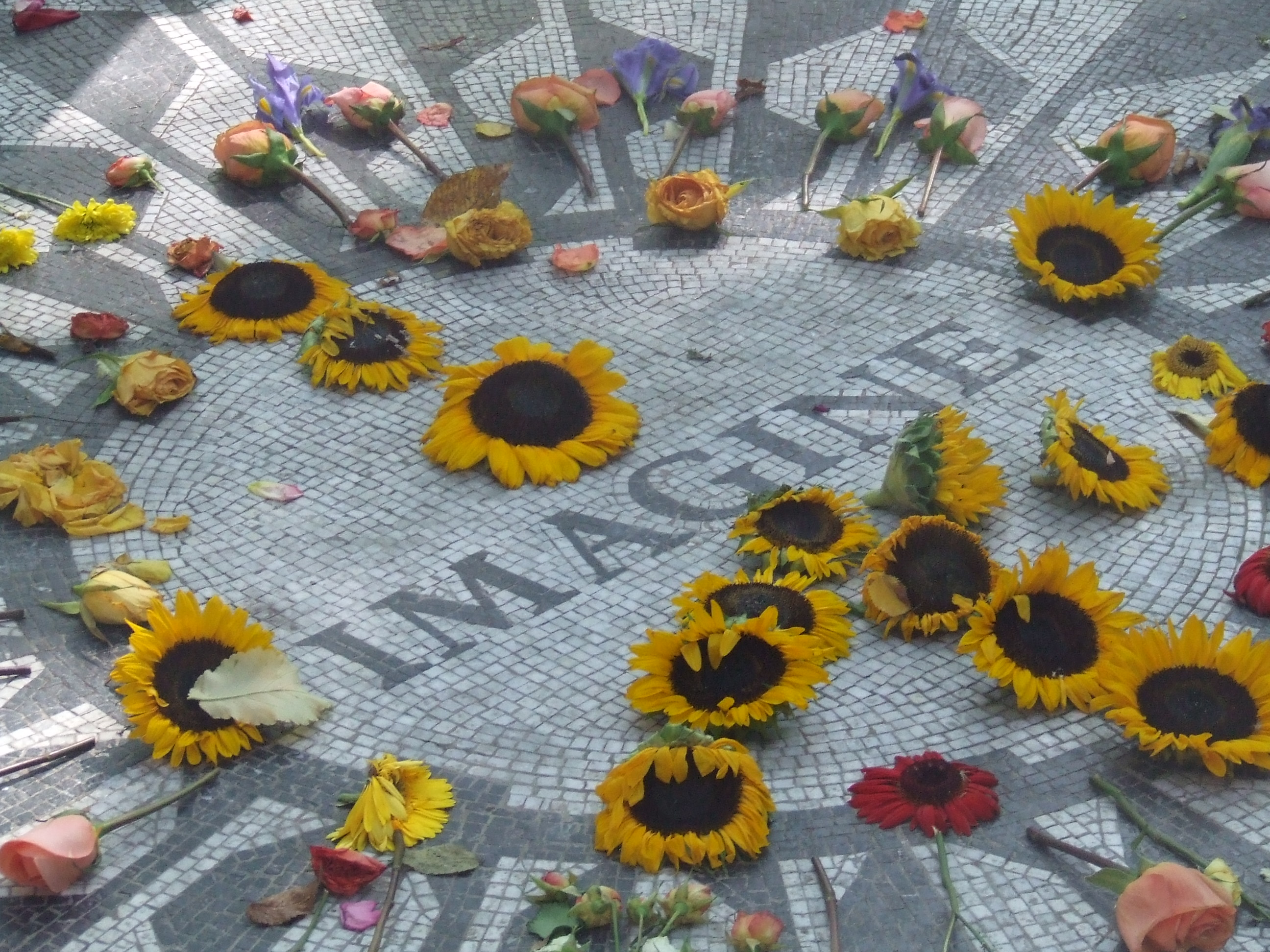
Het Imagine-mozaïek van de Strawberry Fields Memorial in Central Park

## Postuum
Na de moord op Lennon steeg Double Fantasy wereldwijd naar de top van de verkooplijsten. Twee singles van het album, (Just Like) Starting Over en Woman, werden grote hits, evenals het oudere Imagine. Van Johns soloplaten werden, enkel en alleen al in de Verenigde Staten, 14 miljoen exemplaren verkocht. De moord op Lennon bracht geruchten op gang dat deze het werk was van de Amerikaanse overheid die beducht zou zijn voor de invloed die Lennon nog zou hebben op het publiek.
Na de moord verschenen nog oude opnamen van Lennon. In 1984 onder meer Nobody told me van het album Milk and Honey en in 1992 Instant Karma! ter gelegenheid van een reclamecommercial voor Nike-sportschoenen.
In 2007 werd de film Chapter 27, over de moord op Lennon vanuit het oogpunt van de moordenaar, uitgebracht. Lennon-fans protesteerden tegen deze film, omdat ze bang waren dat Chapman de wereld in zou gaan als een held. De film had geen succes.
In 2009 verscheen de film Nowhere Boy, die beschrijft hoe Lennon The Quarrymen oprichtte. Ook laat de film zien hoe Lennon werd verscheurd door enerzijds de loyaliteit aan zijn tante, bij wie hij sinds zijn vijfde levensjaar in huis woonde, en anderzijds liefde voor zijn labiele moeder.

## Kinderen
Julian en Sean Lennon, de zonen van John, hebben met wisselend succes een muzikale carrière, die echter volledig wordt overschaduwd door de artistieke erfenis van hun vader. Zij kregen overigens weinig persoonlijke steun van hem. Toen Julian, een zoon van Lennons eerste vrouw Cynthia Powell, een kleine jongen was, verliet John zijn moeder om niet terug te keren. Sean, een zoon uit Lennons huwelijk met Yoko Ono, was vijf jaar oud toen John werd vermoord.

## Eerbetoon

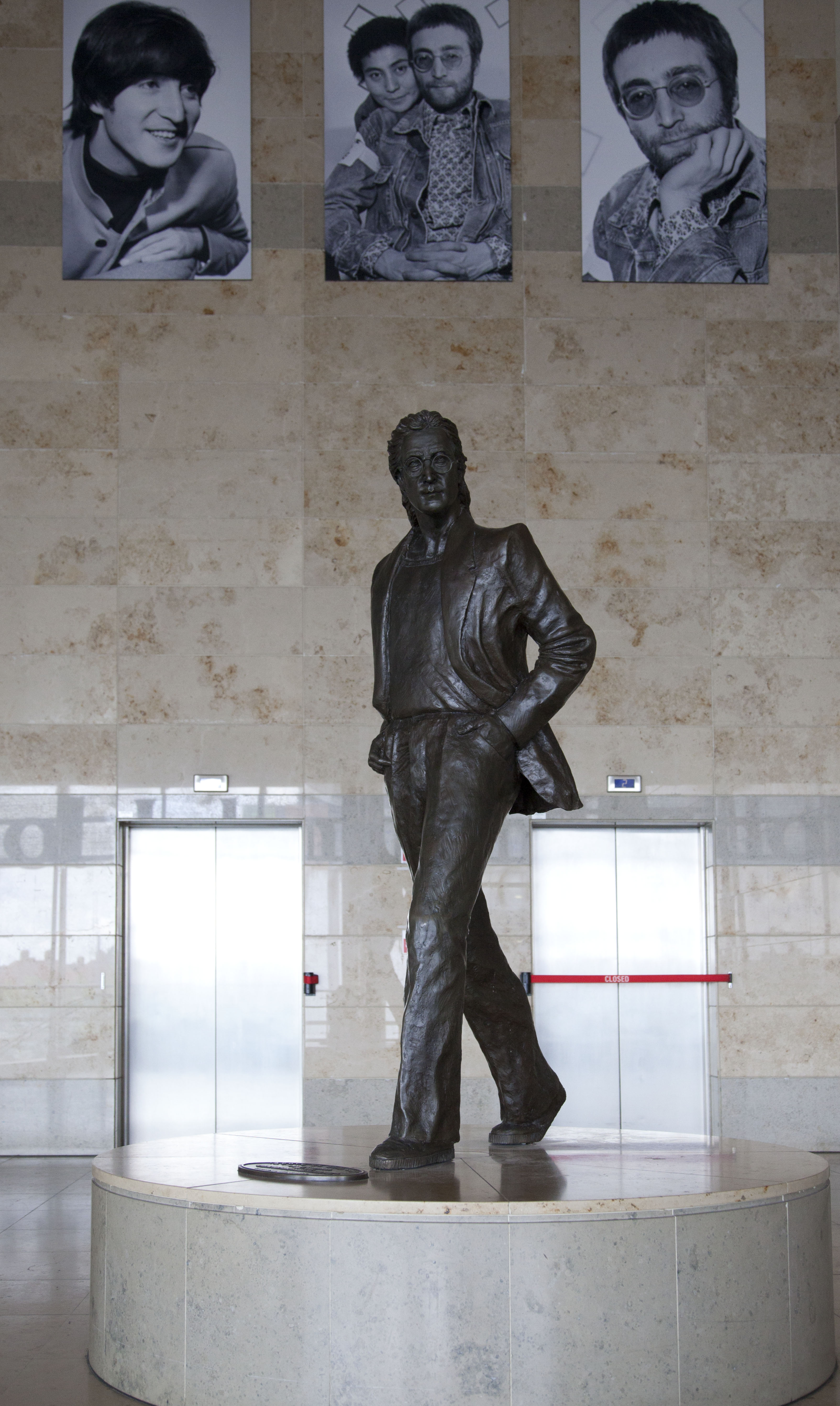
Beeld van John Lennon in de ontvangsthal van John Lennon Airport in Liverpool

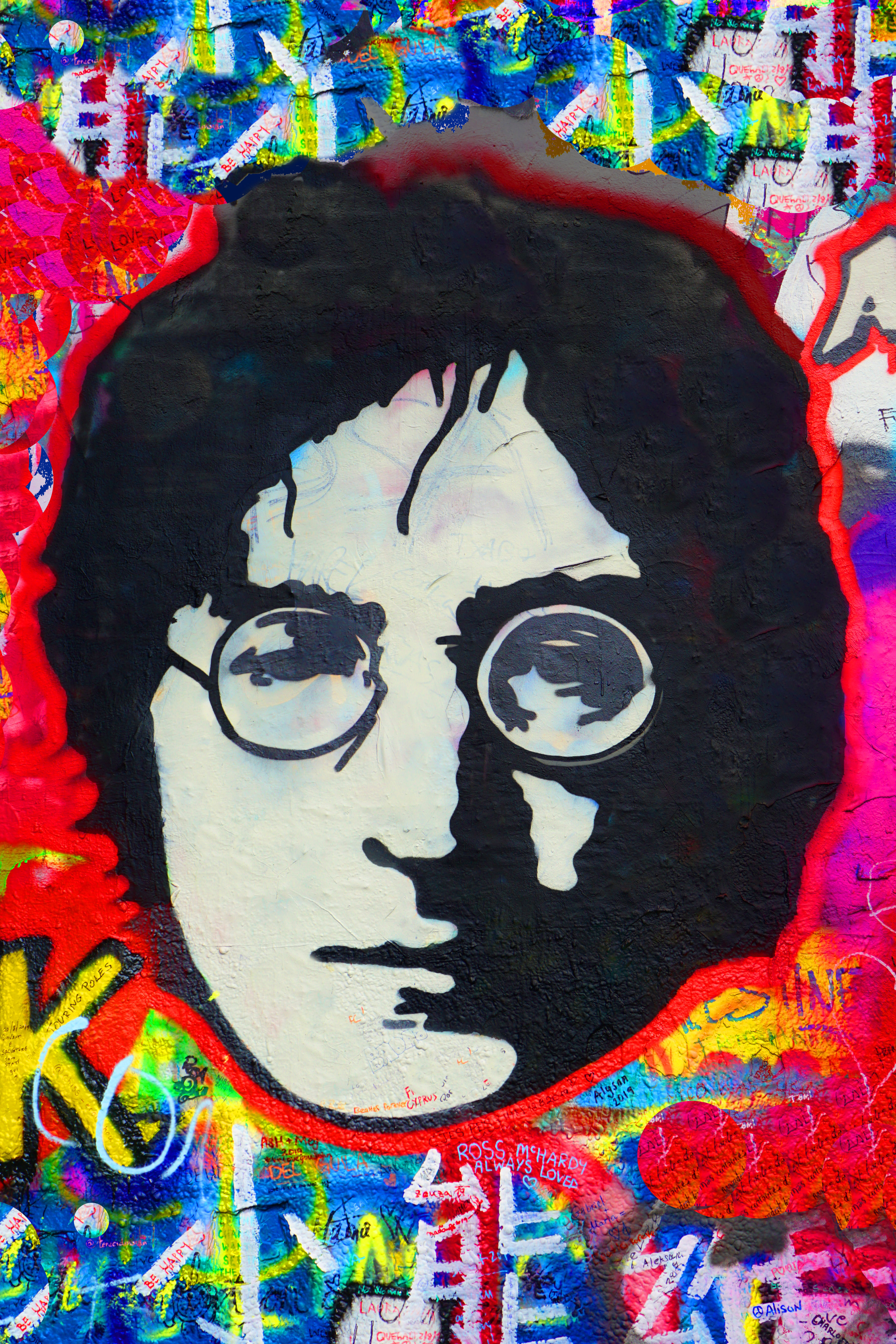
Straatkunst afbeelding van Lennon op de John Lennon Muur in Praag.

- Straatkunst afbeelding van Lennon op de John Lennon Muur in Praag.In Central Park, tegenover het appartement van Lennon en Yoko Ono, werd later een herdenkingsmonument opgericht: het Strawberry Fields memorial.
- In Havana, Cuba, staat een standbeeld van Lennon.
- In 2002 werd het vliegveld van Liverpool hernoemd tot Liverpool John Lennon Airport.
- John Lennon verbleef tijdens vakanties in zijn jeugd in Sangomore, een kleine plaats bij Durness in Schotland bij zijn tante Elisabeth Parkes, een zuster van zijn moeder. Daar is een John Lennon Memorial opgericht. Zijn tante ligt begraven op het kerkhof van Balnakeil Church. Een stuk in de tekst van zijn lied In My Life verwijst naar die tijd. In 1969 bezocht hij deze streek voor het laatst, in gezelschap van Yoko Ono.
- In San José (Costa Rica) werd in november 2011 een nieuw standbeeld ingehuldigd voor John.
- Tijdens de slotceremonie van de Olympische Spelen in Londen op 12 augustus 2012 werd het lied Imagine gebracht. Lennon zong het met een oude videopresentatie die speciaal voor deze gelegenheid was vrijgegeven uit een privéarchief.
- In Almería staat een standbeeld van Lennon. Hij heeft hier in de zomer van 1966 het lied Strawberry Fields Forever geschreven.
- In Praag staat the Lennon Wall

## Discografie

### Albums
| Album met eventuele hitnotering(en) in de Nederlandse Album Top 100 | Datum van verschijnen | Datum van binnenkomst | Hoogste positie | Aantal weken | Opmerkingen                                       |
| ------------------------------------------------------------------- | --------------------- | --------------------- | --------------- | ------------ | ------------------------------------------------- |
| Unfinished music No. 1 - Two virgins                                | 29-11-1968            | -                     |                 |              | met Yoko Ono / Experimenteel album                |
| Unfinished music No. 2 - Life with the lions                        | 09-05-1969            | -                     |                 |              | met Yoko Ono / Experimenteel album                |
| Wedding album                                                       | 07-11-1969            | -                     |                 |              | met Yoko Ono / Experimenteel album                |
| Live Peace in Toronto                                               | 12-12-1969            | -                     |                 |              | Livealbum                                         |
| John Lennon/Plastic Ono Band                                        | 11-12-1970            | 03-02-1971            | 1(9wk)          | 26           | met Plastic Ono Band                              |
| Imagine                                                             | 09-09-1971            | 30-10-1971            | 1(3wk)          | 35           |                                                   |
| Some time in New York City                                          | 12-06-1972            | -                     |                 |              | met Yoko Ono                                      |
| Mind games                                                          | 16-11-1973            | 01-12-1973            | 12              | 5            |                                                   |
| Walls and bridges                                                   | 04-10-1974            | 19-10-1974            | 12              | 8            |                                                   |
| Rock 'n' roll                                                       | 21-02-1975            | 08-03-1975            | 19              | 8            |                                                   |
| Shaved fish                                                         | 24-10-1975            | 29-11-1975            | 3               | 20           | als Lennon / met Plastic Ono Band / Verzamelalbum |
| Double fantasy                                                      | 17-11-1980            | 29-11-1980            | 5               | 21           | met Yoko Ono                                      |
| Postuum                                                             |                       |                       |                 |              |                                                   |
| Milk and honey                                                      | 27-01-1984            | 04-02-1984            | 9               | 8            | met Yoko Ono                                      |
| The John Lennon collection                                          | 01-11-1982            | 08-08-1992            | 33              | 9            | Verzamelalbum                                     |
| Live in New York City                                               | 10-02-1986            | -                     |                 |              | Livealbum                                         |
| Menlove ave.                                                        | 03-11-1986            | -                     |                 |              | Verzamelalbum                                     |
| Imagine: John Lennon                                                | 10-10-1988            | -                     |                 |              | Soundtrack                                        |
| Lennon                                                              | 30-10-1990            | -                     |                 |              | Verzamelalbum                                     |
| Lennon Legend - The very best of John Lennon                        | 27-10-1997            | 20-12-1997            | 76              | 8            | Verzamelalbum                                     |
| John Lennon anthology                                               | 02-11-1998            | -                     |                 |              | Verzamelalbum                                     |
| Wonsaponatime                                                       | 02-11-1998            | -                     |                 |              | Verzamelalbum                                     |
| Instant karma: All-time greatest hits                               | 01-02-2002            | -                     |                 |              | Verzamelalbum                                     |
| Acoustic                                                            | 01-11-2004            | -                     |                 |              | Verzamelalbum                                     |
| Peace, love & truth                                                 | 04-08-2005            | -                     |                 |              | Verzamelalbum                                     |
| Working class hero - The definitive Lennon                          | 03-10-2005            | 15-10-2005            | 52              | 11           | Verzamelalbum                                     |
| The U.S. vs. John Lennon                                            | 25-09-2006            | -                     |                 |              | Verzamelalbum                                     |
| Remember                                                            | 2006                  | -                     |                 |              | Verzamelalbum                                     |
| Gimme some truth                                                    | 01-10-2010            | -                     |                 |              | Verzamelbox                                       |
| Yes - Signature box                                                 | 01-10-2010            | 09-10-2010            | 88              | 1            | Verzamelbox                                       |
| Power to the people - The hits                                      | 01-10-2010            | 09-10-2010            | 64              | 5            | Verzamelalbum                                     |

| Album met hitnotering(en) in de Vlaamse Ultratop 200 albums | Datum van verschijnen | Datum van binnenkomst | Hoogste positie | Aantal weken | Opmerkingen   |
| ----------------------------------------------------------- | --------------------- | --------------------- | --------------- | ------------ | ------------- |
| Lennon Legend - The very best of John Lennon                | 1997                  | 20-12-2003            | 94              | 2            | Verzamelalbum |
| Working class hero - The definitive Lennon                  | 2005                  | 15-10-2005            | 31              | 18           | Verzamelalbum |
| Power to the people - The hits                              | 2010                  | 09-10-2010            | 27              | 16           | Verzamelalbum |
| Yes - Signature box                                         | 2010                  | 16-10-2010            | 93              | 1            | Verzamelbox   |
| Gimme some truth                                            | 2010                  | 16-10-2010            | 87              | 1            | Verzamelbox   |

### Singles
| Single met eventuele hitnotering(en) in de Nederlandse Top 40 | Datum van verschijnen | Datum van binnenkomst | Hoogste positie | Aantal weken | Opmerkingen |
| ------------------------------------------------------------- | --------------------- | --------------------- | --------------- | ------------ | --- |
| Give peace a chance                                           | 04-07-1969            | 19-07-1969            | 1(2wk)          | 9            | als Plastic Ono Band / Nr. 1 in de Single Top 100                                                                  |
| Cold turkey                                                   | 24-10-1969            | 06-12-1969            | 39              | 2            | als Plastic Ono Band                                                                                               |
| Instant karma!                                                | 06-02-1970            | 07-03-1970            | 9               | 7            | als Lennon / Nr. 7 in de Single Top 100                                                                            |
| Mother                                                        | 1971                  | 13-02-1971            | 8               | 6            | Nr. 10 in de Single Top 100 / Alarmschijf                                                                          |
| Power to the people                                           | 1971                  | 10-04-1971            | 7               | 6            | met Plastic Ono Band / Nr. 4 in de Single Top 100 / Alarmschijf                                                    |
| Imagine                                                       | 1971                  | 06-11-1971            | 6               | 10           | met Plastic Ono Band / Nr. 5 in de Single Top 100 / Alarmschijf                                                    |
| Woman is the nigger of the world                              | 1972                  | 21-10-1972            | 24              | 5            | met Plastic Ono Band & Elephant's Memory and The Invisible Strings / Nr. 21 in de Single Top 100                   |
| Happy Xmas (War is over)                                      | 1972                  | 23-12-1972            | 6               | 7            | als John & Yoko / met The Plastic Ono Band & The Harlem Community Choir / Nr. 7 in de Single Top 100 / Alarmschijf |
| Mind games                                                    | 1973                  | 08-12-1973            | 15              | 6            | Nr. 16 in de Single Top 100                                                                                        |
| Whatever gets you thru' the night                             | 1974                  | 02-11-1974            | 25              | 4            | met The Plastic Ono Nuclear Band / Nr. 21 in de Single Top 100                                                     |
| #9 Dream                                                      | 1975                  | 08-02-1975            | 33              | 2            | |
| (Just like) Starting over                                     | 1980                  | 22-11-1980            | 8               | 12           | Nr. 14 in de Single Top 100                                                                                        |
| Postuum                                                       |                       |                       |                 |              | |
| Happy Xmas (War is over)                                      | 1980                  | 03-01-1981            | 6               | 5            | als John & Yoko / met The Plastic Ono Band & The Harlem Community Choir / Nr. 2 in de Single Top 100 / Alarmschijf |
| Imagine                                                       | 1981                  | 07-02-1981            | 5               | 8            | met Plastic Ono Band / Nr. 5 in de Single Top 100                                                                  |
| Woman                                                         | 1981                  | 14-03-1981            | 21              | 5            | Nr. 11 in de Single Top 100                                                                                        |
| Nobody told me                                                | 1984                  | 21-01-1984            | 16              | 6            | Nr. 13 in de Single Top 100                                                                                        |
| Instant karma!                                                | 1992                  | 11-07-1992            | 12              | 7            | als Lennon / Nr. 10 in de Single Top 100                                                                           |
| Imagine                                                       | 1989                  | -                     |                 |              | met Plastic Ono Band / Nr. 83 in de Single Top 100                                                                 |
| Imagine                                                       | 1999                  | -                     |                 |              | met Plastic Ono Band / Nr. 56 in de Single Top 100                                                                 |
| Happy Xmas (War is over)                                      | 2003                  | -                     |                 |              | als John & Yoko / met The Plastic Ono Band & The Harlem Community Choir / Nr. 78 in de Single Top 100              |
| Working class hero                                            | 2007                  | -                     |                 |              | met The Plastic Ono Band / Nr. 98 in de Single Top 100                                                             |
| Imagine                                                       | 2007                  | -                     |                 |              | met Plastic Ono Band / Nr. 37 in de Single Top 100                                                                 |
| Happy Xmas (War is over)                                      | 2008                  | -                     |                 |              | als John & Yoko / met The Plastic Ono Band & The Harlem Community Choir / Nr. 53 in de Single Top 100              |
| Happy Xmas (War is over)                                      | 2009                  | -                     |                 |              | als John & Yoko / met The Plastic Ono Band & The Harlem Community Choir / Nr. 74 in de Single Top 100              |
| Happy Xmas (War is over)                                      | 2010                  | -                     |                 |              | als John & Yoko / met The Plastic Ono Band & The Harlem Community Choir / Nr. 60 in de Single Top 100              |
| Happy Xmas (War is over)                                      | 2011                  | -                     |                 |              | als John & Yoko / met The Plastic Ono Band & The Harlem Community Choir / Nr. 84 in de Single Top 100              |

| Single met hitnotering(en) in de Vlaamse Ultratop 50 | Datum van verschijnen | Datum van binnenkomst | Hoogste positie | Aantal weken | Opmerkingen                                                                                          |
| ---------------------------------------------------- | --------------------- | --------------------- | --------------- | ------------ | --- |
| Give peace a chance                                  | 1969                  | 09-08-1969            | 3               | 7            | |
| Instant karma!                                       | 1970                  | 04-04-1970            | 4               | 16           | als Lennon / Nr. 10 in de Radio 2 Top 30                                                             |
| Mother                                               | 1971                  | 20-02-1971            | 16              | 6            | Nr. 12 in de Radio 2 Top 30                                                                          |
| Power to the people                                  | 1971                  | 03-04-1971            | 9               | 7            | met Plastic Ono Band / Nr. 6 in de Radio 2 Top 30                                                    |
| Imagine                                              | 1971                  | 20-11-1971            | 6               | 15           | met Plastic Ono Band / Nr. 9 in de Radio 2 Top 30                                                    |
| Woman is the nigger of the world                     | 1972                  | 14-10-1972            | 20              | 6            | met Plastic Ono Band & Elephant's Memory and The Invisible Strings / Nr. 12 in de Radio 2 Top 30     |
| Happy Xmas (War is over)                             | 1972                  | 30-12-1972            | 4               | 15           | als John & Yoko / met The Plastic Ono Band & The Harlem Community Choir / Nr. 3 in de Radio 2 Top 30 |
| (Just like) Starting over                            | 1980                  | 15-11-1980            | 6               | 14           | Nr. 4 in de Radio 2 Top 30                                                                           |
| Postuum                                              |                       |                       |                 |              | |
| Happy Xmas (War is over)                             | 1981                  | -                     |                 |              | als John & Yoko / met The Plastic Ono Band & The Harlem Community Choir / Nr. 8 in de Radio 2 Top 30 |
| Woman                                                | 1981                  | 14-02-1981            | 25              | 6            | Nr. 1 in de Radio 2 Top 30                                                                           |
| Nobody told me                                       | 1984                  | 28-01-1984            | 9               | 7            | Nr. 9 in de Radio 2 Top 30                                                                           |
| Instant karma!                                       | 1992                  | -                     |                 |              | als Lennon / Nr. 18 in de Radio 2 Top 30                                                             |

### NPO Radio 2 Top 2000
| Nummers met noteringen in de NPO Radio 2 Top 2000 | '99  | '00  | '01  | '02  | '03  | '04  | '05  | '06  | '07  | '08  | '09  | '10  | '11  | '12  | '13  | '14  | '15  | '16  | '17  | '18  | '19  | '20  | '21  | '22 | '23 | '24 |
| ------------------------------------------------- | ---- | ---- | ---- | ---- | ---- | ---- | ---- | ---- | ---- | ---- | ---- | ---- | ---- | ---- | ---- | ---- | ---- | ---- | ---- | ---- | ---- | ---- | ---- | --- | --- | --- |
| Give Peace a Chance (met Plastic Ono Band)        | 853  | 1603 | 1543 | 1467 | 1580 | 1699 | -    | 1679 | -    | 1971 | -    | -    | -    | -    | -    | -    | 1025 | -    | -    | -    | -    | -    | -    | -   | -   | -   |
| Happy Xmas (War Is Over) (met Yoko Ono)           | 412  | 589  | 1088 | 1082 | 1108 | 1304 | 1675 | 1663 | 1959 | 1526 | 1757 | 1509 | 1513 | 1639 | 1904 | -    | 1649 | -    | -    | -    | 1965 | -    | -    | -   | -   | -   |
| Imagine                                           | 7    | 7    | 11   | 11   | 13   | 9    | 15   | 15   | 41   | 15   | 41   | 26   | 28   | 22   | 23   | 38   | 1    | 12   | 16   | 16   | 29   | 26   | 34   | 52  | 33  | 46  |
| Instant Karma!                                    | -    | 1383 | 1626 | -    | 1738 | 1678 | -    | -    | -    | -    | -    | -    | -    | -    | -    | -    | -    | -    | -    | -    | -    | -    | -    | -   | -   | -   |
| Jealous Guy                                       | -    | -    | -    | -    | -    | -    | 1331 | 933  | 1446 | 1638 | 1280 | 1238 | 1352 | 1081 | 1377 | 1862 | -    | -    | -    | -    | -    | -    | -    | -   | -   | -   |
| Mother                                            | 1189 | 1513 | 1328 | 1675 | 1584 | 1540 | 1657 | 1704 | -    | 1851 | -    | 1914 | -    | -    | -    | -    | -    | -    | -    | -    | -    | -    | -    | -   | -   | -   |
| Woman                                             | 707  | 908  | 667  | 872  | 725  | 930  | 892  | 898  | 1172 | 904  | 1276 | 988  | 1034 | 1350 | 1427 | 1586 | 1757 | 1918 | 1936 | -    | -    | -    | -    | -   | -   | -   |
| Working Class Hero                                | 563  | 547  | 559  | 624  | 638  | 596  | 557  | 486  | 700  | 572  | 683  | 600  | 621  | 625  | 659  | 917  | 950  | 1190 | 1351 | 1437 | 1623 | 1701 | 1967 | -   | -   | -   |

1. ↑  Een '-' betekent dat het nummer niet was genoteerd en een vetgedrukt getal geeft de hoogste notering van een nummer aan.

### Video/dvd
- Imagine (1988)
- Lennon Legend (1997)
- Gimme Some Truth (2000)
- The Mike Douglas Show with John Lennon & Yoko Ono (2002)
- Give Peace a Chance (2002)
- The Messenger (2002)
- Sweet Toronto (2002)
- Year of Peace (2003)
- LENNON LEGEND the very best of john lennon (2003)
- The Dick Cavett Show:John & Yoko Collection (2005)
- Remembering John&Yoko (2005)
- Killing a Beatle (2005)
- The U.S. vs. John Lennon (2006)
- Chapter 27 (2007)
- Lennon Legend (Limited Edition) (2007)
- Nowhere Boy (2009)
- Naked Lennon (2010)

| Dvd's met hitnoteringen in de DVD Top 30     | Datum van verschijnen' | Datum van binnenkomst | Hoogste positie | Aantal weken | Opmerkingen |
| -------------------------------------------- | ---------------------- | --------------------- | --------------- | ------------ | ----------- |
| Lennon legend - The very best of John Lennon | 2003                   | 22-11-2003            | 27              | 1            |             |